# Rhagoletis nova
Rhagoletis nova
 es una especie de insecto del género Rhagoletis de la familia Tephritidae del orden Diptera. 
Ignaz Rudolph Schiner la describió científicamente por primera vez en el año 1868.